# Northern line

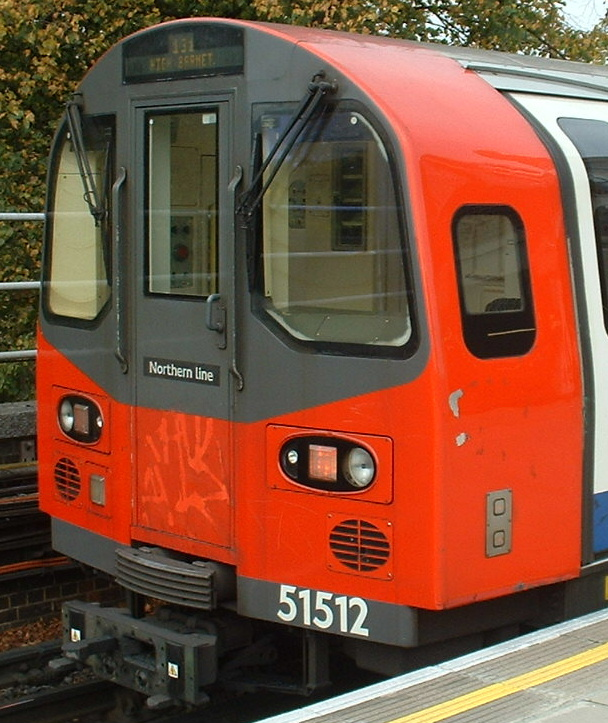
A vonalon közlekedő szerelvény

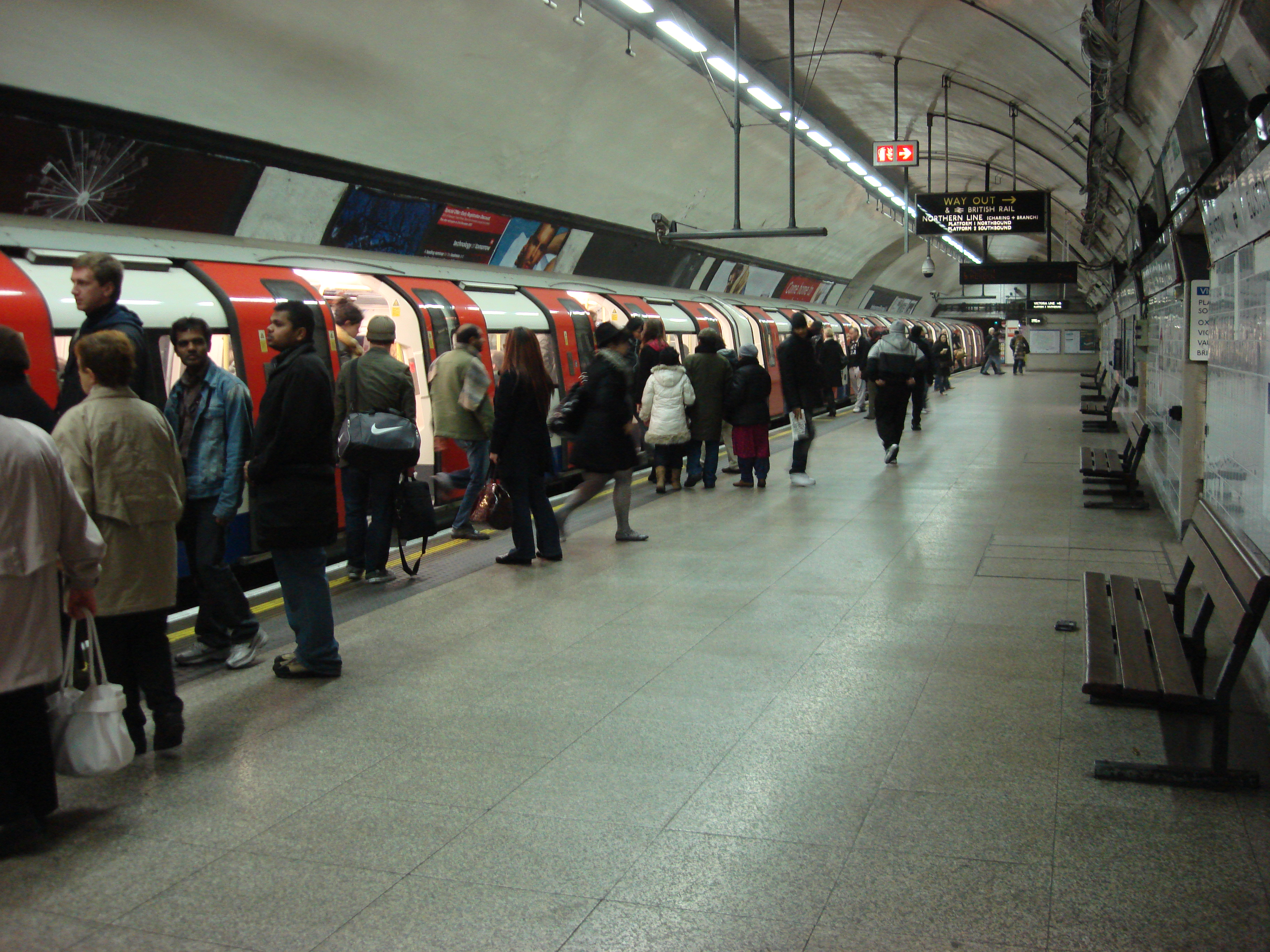
Forgalom a Euston állomáson

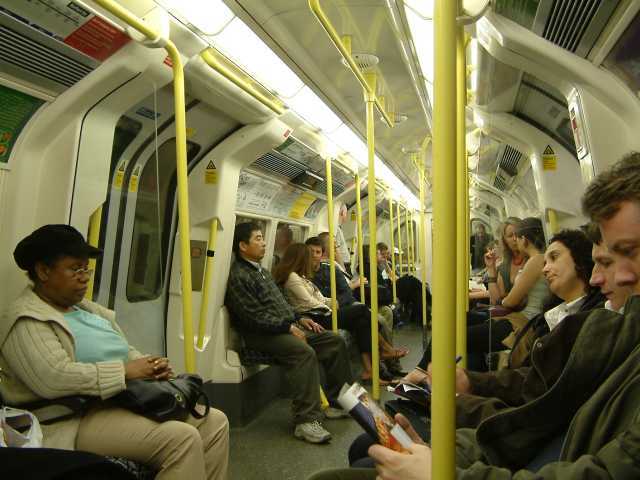
A vonalon közlekedő kocsi belülről

A Northern a londoni metróhálózat tagja. Színe a hálózat térképein fekete. A Northern minden más vonalnál több személyt szállít évente (252 310 000 utas, 2011/12-es adat). Neve ellenére nem ez a vonal szolgálja ki a hálózat északi részét, ironikusan a Northern line-on találhatóak a legdélebben elhelyezkedő állomások. A Temze folyótól délre eső – összesen 29 – állomás közül 16 e vonal mentén fekszik. A vonal 50 állomása közül 36 a felszín alatt van.
A Northern line történelme igen bonyodalmas. A két északi ág, a központi vonal és a déli ág bonyolult kapcsolata híven tükrözi ezt, ugyanis eredetileg három különböző társaság üzemeltette a vonalakat, majd az 1920-as és 30-as években egyesítették őket. Az 1920-as évekbeli bővítés egy olyan útvonalon folyt, amelyet eredetileg egy negyedik cég tervezett üzembe állítani. Ezekben az évtizedekben vetették el az északi és déli irányú fejlesztéseket, mivel ez két új üzemeltető bevonását vonta volna maga után. Az 1930-as és 70-es évek között a vonal egyik ágát egy hetedik társaság üzemeltette.
A vonalon 1995 Stock szerelvények közlekednek.

## Jövő
A TfL Transport 2025 – Transport vision for a growing world (Közlekedés 2025 – közlekedési jövőkép egy növekvő világnak) terve szerint a vállalat célja a Northern line két elkülönített vonalra történő osztása. Jelenleg a vonalon körülbelül 22-25 vonat fut óránként. Mivel a csatlakozásoknál a szerelvényeknek be kell várni egymást, ezért a teljes vonal felosztásával elérhetővé válna akár óránként 30 vonat üzemeltetése is. Habár ehhez a tervhez a Camden Town állomás átépítése szükséges, mivel jelenlegi formájában nem lenne képes megbirkózni a megnövekedett forgalommal. Ezen tervek engedélyeztetése egyelőre még várat magára.
A vonal két részre tagolásával új név és új szín is járna, valamint minden szerelvény a Charing Cross ágon Kenningtonig futna. Egy régebbi javaslat szerint a vonalat innen délkeleti irányban lehetne bővíteni.
A vonalon közlekedő szerelvények 2011-től automata irányítással fognak üzemelni. Ugyanazt a SelTrac nevű rendszert fogják alkalmazni, ami a Jubilee line-on 2009-ben vezettek be, és ami jelenleg is használatban van a DLR vonalán.
A Thameslink program fejlesztései szintén csökkenteni fogják a Northern line zsúfoltságát.
2008 júniusában egy Treasury Holdings nevű cég (a Battersea erőmű tulajdonosa) javaslatot tett a vonal kibővítésére Kenningtontól egészen az erőmű helyéig. Az új, két állomásból álló szakaszt, mely a Kennington állomástól a battersea-i erőműig tart, 2021 novemberében adták át a forgalomnak.

## Érdekességek
- A Northern line egyik őse a South London Railway volt, a világ első föld alatt futó, villanyüzemű metróvonala
- A vonal 1937-ben kapta jelenlegi nevét
- Csúcsidőben 84 vonat, egyenként 6 kocsival fut
- Hampsted állomáson van a legmélyebb liftakna (55,2 m) és ez az állomás található a legmélyebben (58,5 m)
- Angel állomás mozgólépcsői a leghosszabbak Nyugat-Európában (60 m). Az út egyik irányba 80 másodpercig tart rajtuk, a szintkülönbség 27,5 m.
- Az East Finchley és Morden közötti alagút egyike a világ leghosszabb vasúti alagútjainak: 27,8 km hosszú
- A Dollis Brook viadukt a Dollis út fölött a metróhálózat legmagasabb pontja, 18 m szintkülönbséggel
- A londoni metró legmélyebb pontja Holly Bush Hillnél található (Hampstead)

## Állomáslista
Zárójelben az átszállási lehetőségek vannak jelölve. NR = National Rail (vasúti csatlakozás), River = menetrend szerinti hajójárat.

### High Barnet ág
- High Barnet
- Totteridge & Whetstone
- Woodside Park (akadálymentesített)
- West Finchley (akadálymentesített)
- Mill Hill East (ingavonatok Finchley Central felé és vissza)
- Finchley Central (akadálymentesített)
- East Finchley
- Highgate
- Archway
- Tufnell Park
- Kentish Town (NR)

### Edgware ág
- Edgware
- Burnt Oak
- Colindale
- Hendon Central
- Brent Cross
- Golders Green
- Hampstead
- Belsize Park
- Chalk Farm

### Camden Town
- Camden Town

A kereszteződések, amelyek összekötik a két északi ágat (High Barnett és Edgware ág) a két központival (Charing Cross és Bank ág), az állomástól délre találhatóak. Camden Town állomásnak ezért összesen két pár vágánya van. A déli irányba haladó vonatok bármelyik vágányról a Charing Cross és a Bank felé is indulhatnak.

### Charing Cross ág
(Más néven a West End ág)
- Mornington Crescent
- Euston (Overground, NR)
- Warren Street
- Goodge Street
- Tottenham Court Road
- Leicester Square
- Charing Cross (NR)
- Embankment (River) Embankment Pier
- Waterloo (NR) (River) Waterloo Millennium Pier, Festival Pier

A dél felé közlekedő vonatok többnyire Kenningtonig járnak, majd megfordulnak.

### Bank ág
(Más néven a City ág)
- Euston (Overground, NR)
- King’s Cross St. Pancras (NR) vonatok Gatwick és Luton repülőtérre
- Angel
- Old Street (NR)
- Moorgate (NR)
- Bank (földalatti gyalogfolyosón: Monument (DLR))
- London Bridge (NR) vonatok Gatwick és Luton repülőtérre (River) London Bridge City Pier (akadálymentesített)
- Borough
- Elephant & Castle (NR)

### Kennigton
- Kennington

Ezen az állomáson ér össze a Charing Cross és Bank ág, majd újra két irányba ágazik szét: Morden felé és a 2021-ben megnyílt leágazás a Battersea Power Station irányába.

### Battersea ág
- Nine Elms
- Battersea Power Station (végállomás)

### Morden ág
- Kennington
- Oval
- Stockwell
- Clapham North
- Clapham Common
- Clapham South
- Balham (NR)
- Tooting Bec
- Tooting Broadway
- Colliers Wood
- South Wimbledon
- Morden

## Night Tube
A NightTube szolgáltatás keretein belül a Morden-Charing Cross-High Barnet és a Morden-Charing Cross-Edgware viszonylaton közlekednek. A Bank ágon és Mill Hill East felé nem közlekednek a szerelvények a péntekről szombatra és a szombatról vasárnapra virradó éjszakákon.

## Lezárt állomások
- King William Street (lezárva 1900-ban)
- City Road (lezárva 1922-ben)
- South Kentish Town (lezárva 1924-ben)
- North End (soha nem nyílt meg, a munkálatok 1906-ban álltak le)

## Fordítás
- Ez a szócikk részben vagy egészben  a   Northern line című angol Wikipédia-szócikk fordításán alapul.  Az eredeti cikk szerkesztőit annak laptörténete sorolja fel. Ez a jelzés csupán a megfogalmazás eredetét és a szerzői jogokat jelzi, nem szolgál a cikkben szereplő információk forrásmegjelöléseként.